# No podemos volar
No podemos volar es un álbum musical del 2000, de la banda de rock mexicana El Tri.

## Lista de canciones
- «No Podemos Volar»
- «Madre Tierra»
- «Ya No Existen los Héroes»
- «Amor del Dos de Octubre»
- «Nosotros los Latinos»
- «Prueba de Amor»
- «Todos Necesitamos de Todos»
- «Cuando Estoy con Mis Cuates»
- «Chilango Exiliado»
- «En el Último Trago»
- «Acá También Se Cuecen Habas»
- «Todo Por Servir Se Acaba»

- Datos: Q7044806